# Philanthus triangulum
Espèce

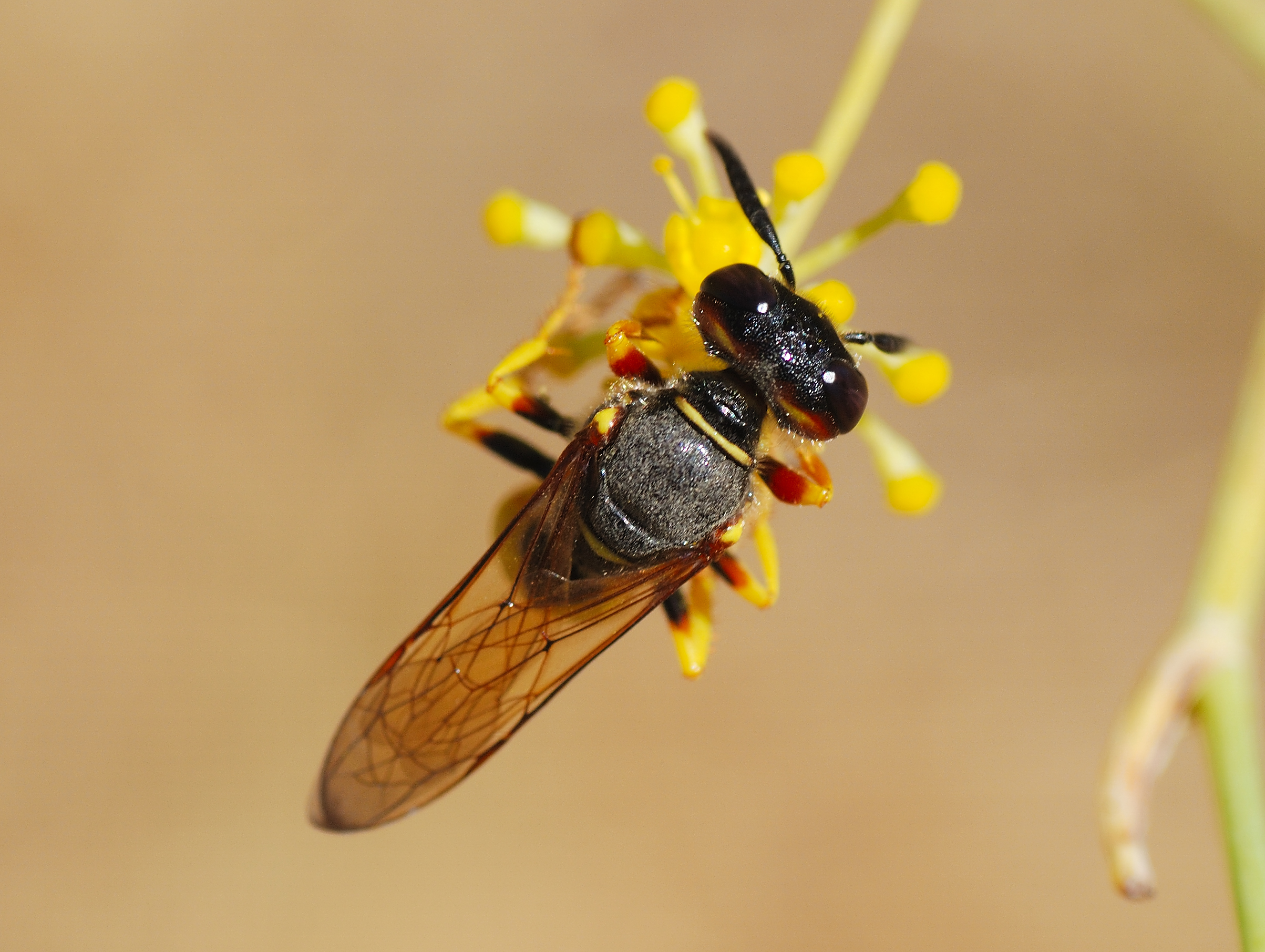
Le philanthe apivore au repos se présente avec les ailes allongées au-dessus du corps. Elles sont plus longues que celles de la plupart des abeilles, mais sa tête aux antennes épaissies en leur milieu le différencie des guêpes et autres Sphecidae.

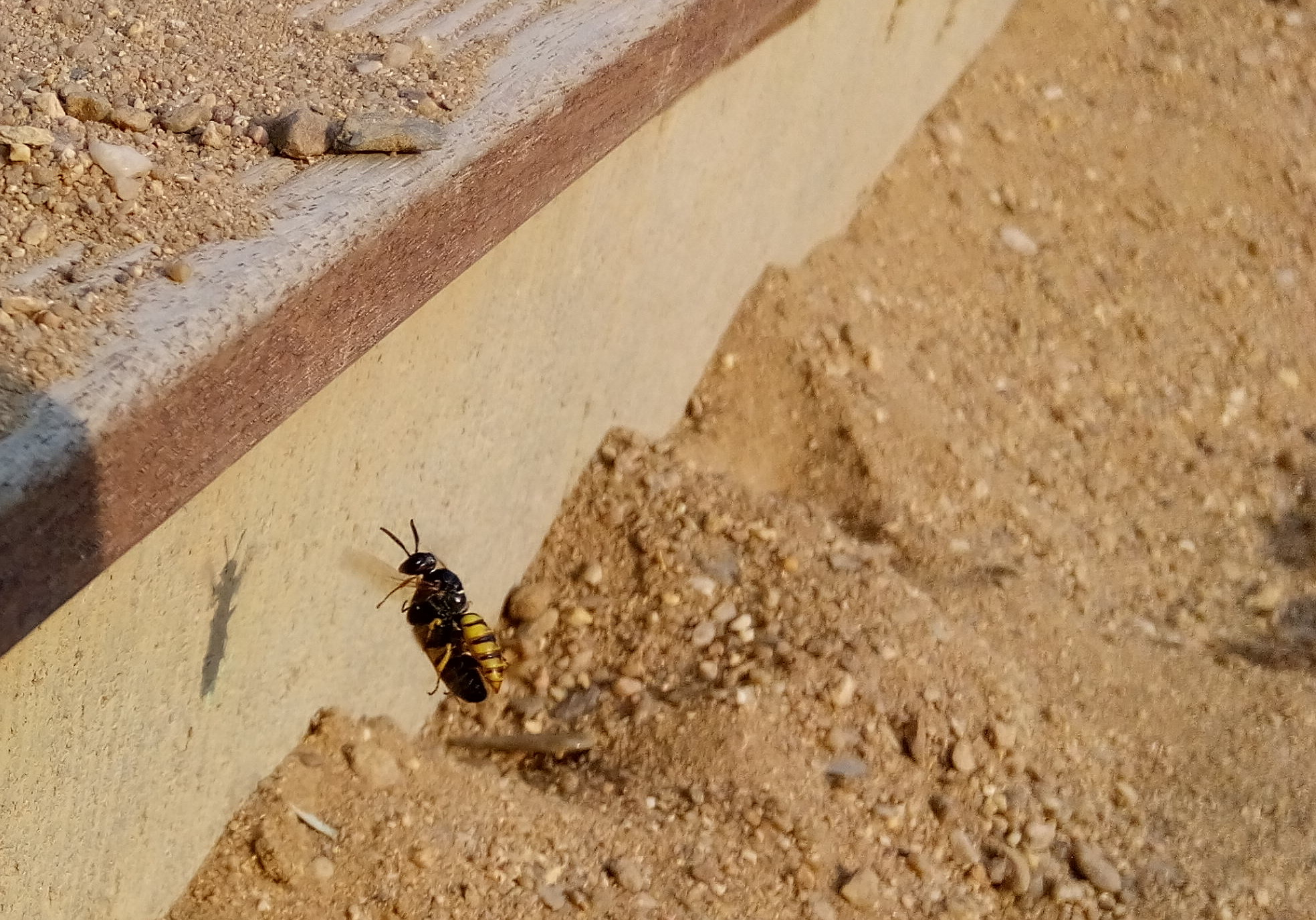
Philanthe transportant en vol une abeille paralysée à l'aide de ses pattes.

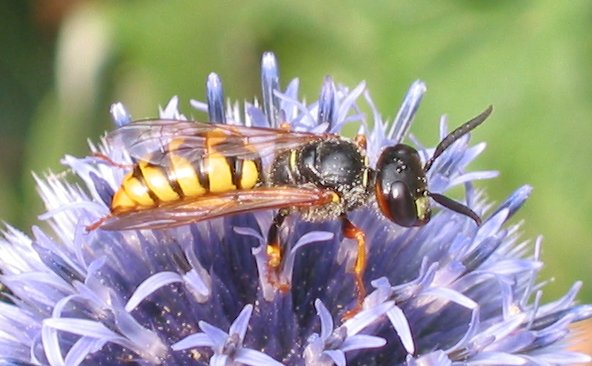
Beaucoup moins que l'abeille, Philanthus triangulum pourrait contribuer à la pollinisation.

Philanthus triangulum, le philanthe apivore, que les Anglosaxons nomment European beewolf, est une des nombreuses espèces de Philanthus vivant en Europe et dans le nord-ouest de l'Asie (Paléarctique sauf le Grand Nord) ainsi qu'en Afrique du Nord. Le genre Philanthus contient plus de 140 espèces d'hyménoptères dites guêpes solitaires qui ont en commun de ne pas avoir d'organisation sociale développée, et de capturer des hyménoptères ou leurs larves pour nourrir leur progéniture.

## Caractéristiques et ressemblances
Les philanthes apivores  sont les seules guêpes solitaires à exclusivement chasser des abeilles. Adultes, ils sont herbivores (s’alimentant de nectar et pollen sur les fleurs) mais la femelle fécondée chasse les abeilles sauvages ou domestiques en les paralysant, pour les donner à ses larves comme nourriture.
Facilement confondu avec des espèces proches : (Cerceris arenaria), avec la guêpe commune (dont la tête est plus foncée, et les antennes plus longues et fines) ou avec certains frelons (habituellement plus gros, mais dont les plus petits (19 mm) ont presque la même taille que les plus gros philanthes apivores (18 mm)), cet insecte thermophile des milieux ouverts (type steppes) chasse sur les fleurs ou au nid des abeilles sauvages ou domestiques (Apis mellifera) qui servent à nourrir sa progéniture.

Son caractère solitaire le différencie d'autres hyménoptères lui ressemblant.
Si son nid, généralement creusé dans un talus bien exposé, n'est pas terminé, il peut capturer des abeilles et voler leur nectar ou miel, puis les abandonner. Il peut trahir sa présence par ses allées et venues, et la présence d'abeilles mortes ou paralysées dans les alvéoles qu'il a creusées.
Le philanthe apivore a un dard qui lui sert à paralyser ses proies mais il ne pique pas l'Homme; sa ressemblance avec la guêpe le protège probablement de nombreux prédateurs.
Il ne doit pas non plus être confondu avec le frelon asiatique (Vespa velutina) récemment introduit en France, qui attaque les abeilles avec des effets beaucoup plus destructeurs sur les ruches domestiques et probablement aussi les nids d'abeilles sauvages.

## Description
- Taille : 12 à 18 mm
- Grande tête (un peu aplatie et en forme de goutte vue de profil)
- Antennes foncées, plus courtes et plus épaisses en leur milieu que celles des autres Sphecidae
- De solides mandibules lui permettent de capturer des abeilles qu'il paralyse pour les ramener au nid.

## Reproduction
À l'aide de ses mandibules et pattes antérieures, la femelle creuse dans le sol (plutôt sableux ou non tassé d'un talus ou d'une pente) une galerie de 20 cm à 1 m de long le long dans laquelle sont creusées 5 à 7 loges arrondies. Entre chaque aller-retour effectué hors de la galerie, l'entrée de la galerie est rebouchée à l'aide de sable. Elle y enterre ses œufs avec des abeilles sauvages ou domestiques paralysées capturées à proximité, qu'elle ramène entre ses pattes. Ces dernières seront mangées par les larves de la guêpe. Il faut deux abeilles pour nourrir une larve mâle, alors que les larves femelles en nécessitent trois. Chaque année, le philanthe apivore doit donc capturer une vingtaine d'abeilles pour assurer sa descendance, ce qui reste un prélèvement faible par rapport à la mortalité naturelle des abeilles et à leur nombre dans un nid ou dans une ruche.
La femelle enduit ensuite les loges d'une substance issue de glandes dans ses antennes. Ces glandes renferment des bactéries symbiotiques du genre Streptomyces. Cette sécrétion aide à la bonne orientation du cocon que la larve se tissera, ce qui facilitera la sortie de l'adulte de sa loge. Elle inhibe aussi les infections microbiennes pouvant subvenir pendant la diapause.
La larve arrivée à maturité se métamorphose en nymphe dans un cocon de soie qu'elle a tissé, attaché à une paroi de la loge, horizontalement et sans contact avec le sol (probablement pour se protéger de l'humidité et des infections fongiques). Elle passe ainsi l'hiver, alors que les abeilles hivernent également, et émerge au printemps suivant pour se reproduire.

## Menaces
L'état de ses populations est mal connu. L'espèce semble avoir beaucoup régressé, probablement en raison du recul des landes, prés et talus, mais peut-être aussi à cause d'une pollution générale de l'environnement par les pesticides, et à la suite de la raréfaction des abeilles sauvages et maintenant domestiques.
Les populations de philanthes apivores seraient en train d'être restaurées (augmentation des effectifs), alors qu'elles étaient considérée dans les années 1970-1980 comme devenue très rare en Grande-Bretagne, avec des colonies uniquement connues dans les habitats sableux de l'île de Wight et du Suffolk. Elle recoloniserait également d’autres zones plus au nord (Yorkshire en 2002). Cette espèce est classée comme RDB2, ou "espèce vulnérable", mais ce statut pourrait être discuté lors d’une prochaine mise à jour du classement des espèces menacées.